# ザ・ゲスイドウズ
『ザ・ゲスイドウズ』（ざ・げすいどうず）は、2025年公開の日本映画。
監督は「みーんな、宇宙人。」「悪魔がはらわたでいけにえで私」の宇賀那健一。売れないパンクバンド“ザ・ゲスイドウズ”の奮闘を描いた音楽映画で、主人公のハナコを夏子、バンドメンバーを多国籍バンドALIのボーカル・今村怜央、ゴールデンボンバーの喜矢武豊、映画製作者としても活動するRocko Zevenbergenが演じた。
本作は第49回トロント国際映画祭のミッドナイト・マッドネス部門や第25回東京フィルメックスの特別招待作品に選出されており、日本でのロードショー公開に先駆け上映された。
2025年2月28日に東京・テアトル新宿ほか全国劇場にて公開。

## 製作
劇中で“ザ・ゲスイドウズ”が演奏する楽曲プロデュースは「TOO YOUNG TO DIE! 若くして死ぬ」の主題歌を手がけたKYONOが担っている。また、劇伴は出演者でもある今村怜央が担当。
撮影は東京と群馬・高崎で行われ、ハイライトとなるライブシーンは高崎で撮影された。

## あらすじ
ハナコ・マサオ・リュウゾウ・サンタロウの4人は、売れないバンド“ザ・ゲスイドウズ”。４人はマネージャーから、「田舎へ移住して曲を作れ」と最後のチャンスを与えられる。
あと一年、27歳になったら、ジミ・ヘンドリックスやブライアン・ジョーンズ、エイミー・ワインハウスら名だたるロックスターのように自分は死ぬと信じて疑わないハナコはそれを聞き入れることに。そして４人は大量の機材・大量の在庫と共に電波も通じない村に移住する。
仲良くしてくれる近所のおばあさん・トメさんから、面倒を見てほしいと頼まれ預けられた柴犬。ハナコはその犬にジョン・ケージと名付け、４人と１匹の奇妙な生活が始まった。
ゲスイドウズは、不器用なりに村の仕事を手伝いながら新曲を作るために四苦八苦する。
ある日、苦悩しているハナコにジョン・ケージが話しかけてくる。その日を境にハナコの作る曲は少しずつ変化していく。
そうしてハナコから生まれたのは、やかましく喋るカセットテープだった。
ついに新曲が誕生したザ・ゲスイドウズ。その曲はバンドの未来を変えることができるのか…！？

## キャスト
- ハナコ：夏子
- マサオ：今村怜央
- リュウゾウ：喜矢武豊
- サンタロウ：Rocko Zevenbergen
- 池添柚：水沢林太郎
- 片本萌：伊澤彩織
- 天野眞由美
- 神戸誠治
- カセット（声の出演）：マキタスポーツ
- ジョン・ケージ（声の出演）：斎藤工

## スタッフ
- 監督・脚本：宇賀那健一
- 製作：人見剛史、砂﨑基、山口隆実郎
- エグゼクティブプロデューサー：鈴木祐介
- プロデューサー：角田陸
- ラインプロデューサー：工藤渉
- 撮影：古屋幸一
- 照明：加藤大輝
- 録音：岩﨑敢志
- 美術：松塚隆史
- スタイリスト：中村もやし
- ヘアメイク：くつみ綾音
- 助監督：可児正光
- 特殊メイク・特殊造型：千葉美生、遠藤斗貴彦
- 編集：小美野昌史
- VFX：松野友喜人
- キャスティング：渡辺有美
- スチール：柴崎まどか
- 製作：「ザ・ゲスイドウズ」製作委員会（ライツキューブ/METEORA/Vandalism）
- 制作プロダクション：Vandalism
- 配給：ライツキューブ
- 宣伝：FINOR

## 映画祭・受賞歴
- 第49回トロント国際映画祭 - ミッドナイトマッドネス部門　正式出品
- 第57回シッチェス・カタロニア国際映画祭 - NOVES　VISIONS部門　正式出品
- 第53回モントリオール・ヌーヴォ―・シネマ映画祭 - Temps Ø部門　観客賞
- SXSW（サウス・バイ・サウスウエスト）シドニー2024 - 招待上映
- 第38回リーズ国際映画祭 - Fanomenon部門　正式出品
- 第24回高雄映画祭 - Director in Focus部門　招待上映
- 第21回香港アジアン映画祭 - 正式出品
- 第25回東京フィルメックス - 特別招待作品
- 第15回サスカトゥーンファンタスティック映画祭 - 招待上映
- 第19回ジョグジャカルタアジア映画祭 - 正式出品
- 第1回ロンドン国際ファンタスティック映画祭 - 長編部門　最優秀作品賞